# フェラーリ・250GTルッソ
フェラーリ・250GTルッソ（Ferrari 250GT Lusso ）は、イタリアの自動車メーカー、フェラーリが1962年から1964年に生産した自動車である。

## 概要
高級車として企画されたモデルであり、1962年のモンディアル・ド・ロトモビルで発表された。インテリアの速度計・回転計はダッシュボード中央に配置していた。
フェラーリ250シリーズ最後のモデルとなった。